# Dornier Do J

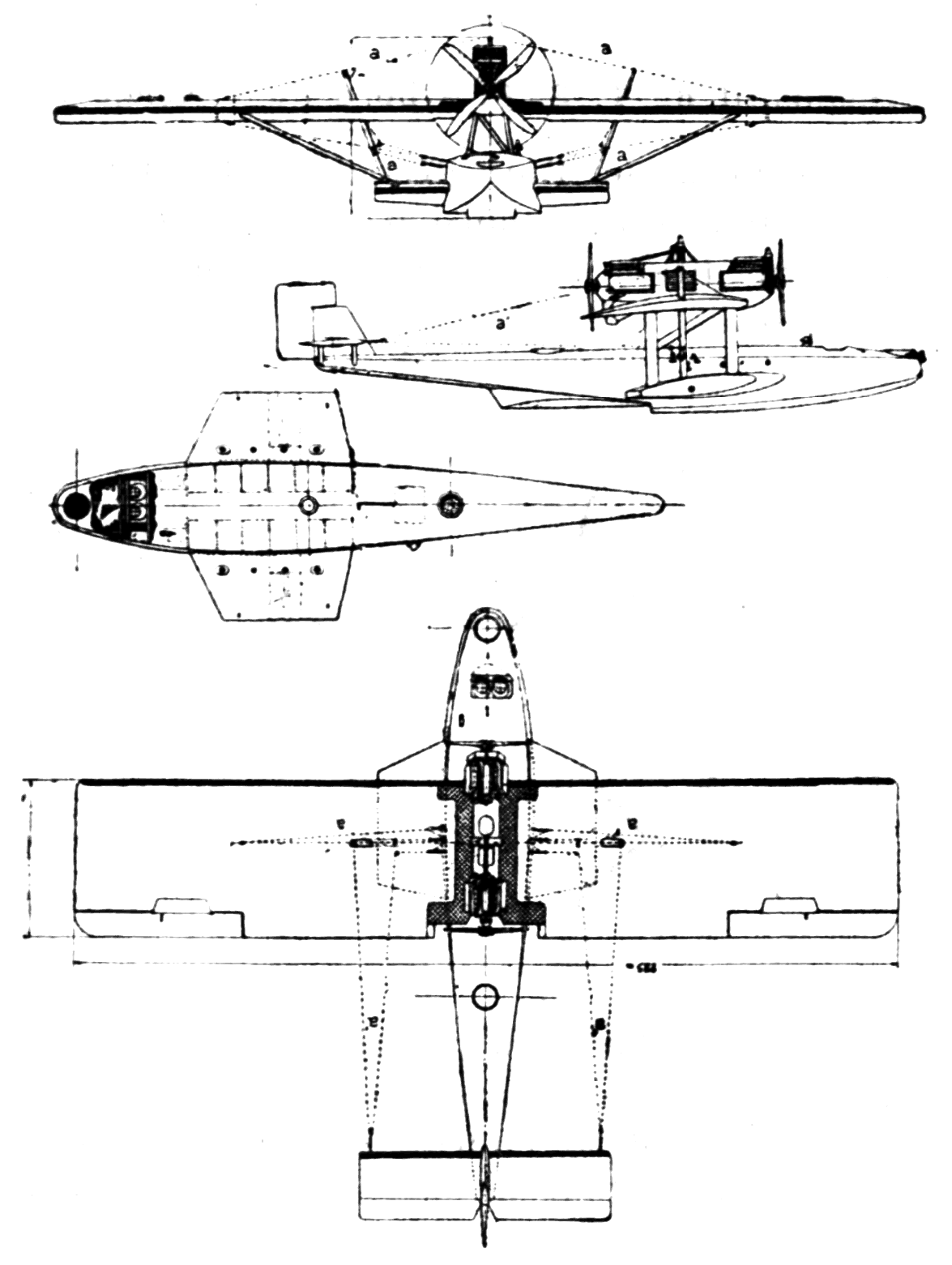
Dornier Do J Wal

De Dornier Do J Wal was een vliegboot van geheel metalen constructie die in de jaren dertig door het Duitse bedrijf Dornier werd ontworpen. De bijnaam 'Wal' is het Duitse woord voor walvis. Het prototype vloog op 6 november 1922. 
Het toestel had een open cockpit en een hooggeplaatste vleugel met daarop twee motoren in een trek-duw configuratie. De Wal is in verschillende versies, voor zowel militair als civiel gebruik, en met diverse motoren gebouwd.

## Productie
Vanwege de beperkingen opgelegd door  het Verdrag van Versailles, vond de productie van het toestel initieel niet in Duitsland plaats, maar bij Costruzioni Meccaniche Aeronautiche te Marina di Pisa in Italië. Het eerste toestel was in 1923 gereed. Later werden er alsnog vliegtuigen in Duitsland gemaakt.  Deze vliegboten werden daarnaast in licentie vervaardigd in Japan, Nederland en Spanje. De totale productie bedroeg ongeveer 300 exemplaren.

## Inzet
De Deutsche Lufthansa zette het vliegtuig in voor het vervoeren van post naar en van Zuid-Amerika. In 1925 verkende de poolreiziger Roald Amundsen met een Dornier Wal-vliegboot de Noordpool. 
De Nederlandse Marine Luchtvaartdienst bestelde in 1926  vijf Wals bij de Dornier-fabriek in Marina di Pisa en kocht een licentie om de toestellen in Nederland te produceren. Aviolanda mocht deze toestellen produceren en heeft er 41 van gebouwd. De MLD gebruikte het toestel in Nederlands-Indië als 'manusje-van-alles', het toestel werd gebruikt als reddings-, verkennings-, transport- en patroullevliegtuig. Het was ook een Dornier Wal die tijdens de Muiterij op De Zeven Provinciën een bom op dat schip wierp, waarbij 23 personen omkwamen. 